# Сентий (град, Калифорния)
Вижте пояснителната страница за други значения на Сентий.
Сентий (на английски: Santee) е град в окръг Сан Диего, щата Калифорния, САЩ. Сентий е с население от 54709 жители (01/01/06) и обща площ от 42,2 km². Намира се на 107 m надморска височина. ЗИП кодовете му са 92071-92072, а телефонният му код е 619.